# クリームリキュール
クリームリキュール(Cream liqueur)は、生クリームと風味の強いリキュールから作るリキュールである。

## 著名なクリームリキュール

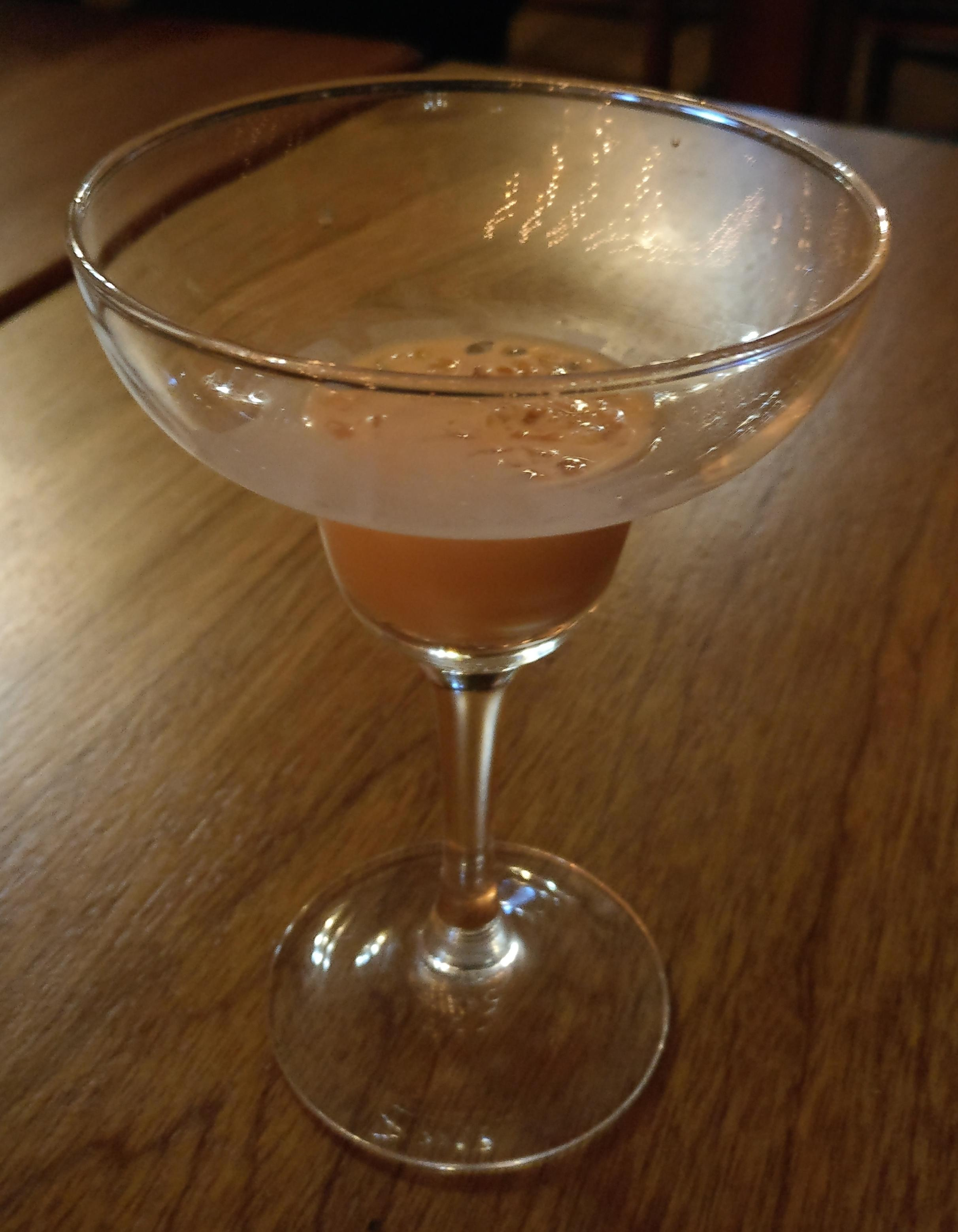
南アフリカのリキュールであるアマルーラ

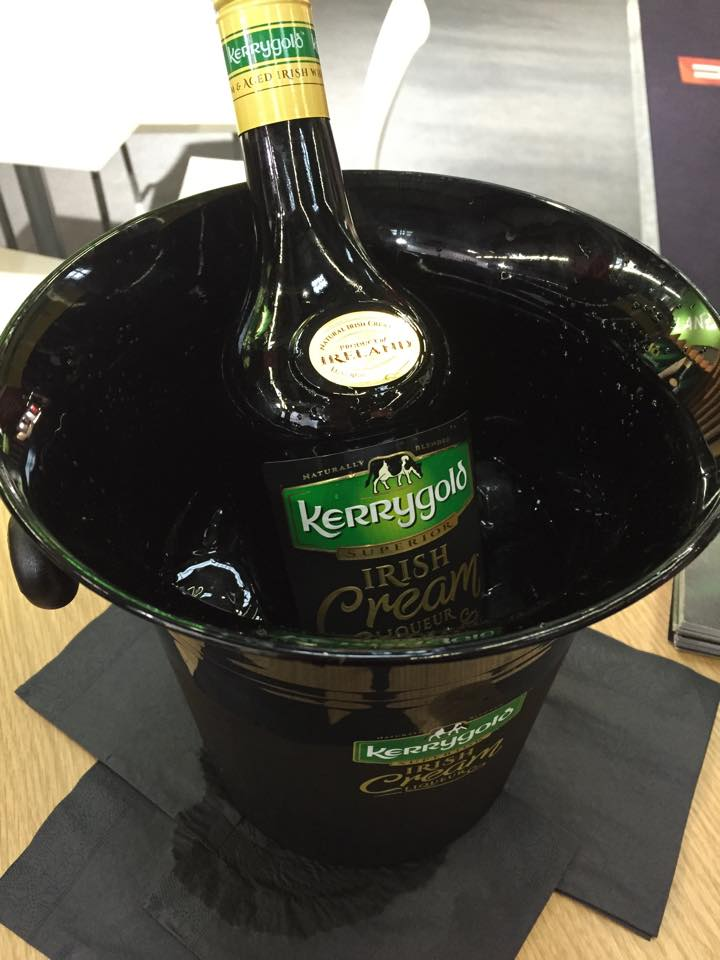
ケリーゴールド・アイリッシュクリーム

- アマルーラ - 南アフリカの果物であるマルーラを用いる
- アイリッシュ・クリーム - アイリッシュ・ウイスキーを用いる[2]
- クルーザンラム - ラム等を用いる
- ドゥーリーズ - トフィーとウォッカを用いる
- ヘザークリーム - スコッチ・ウイスキーを用いる
- ブードゥークリームリキュール - ウイスキーを用いたインドのリキュール
- ラムチャタ - ラムとオルチャータを混ぜたもの

## 飲み方
クリームリキュールは、飲む際に氷や割材を加えることも加えないこともある。オンザロックやカクテルの材料としても用いる。
ベイリーズ・オリジナル・アイリッシュ・クリームの提供手段として、1970年代には、アイリッシュカーボムというカクテルが発明された。